# Utrechtse museumtrams

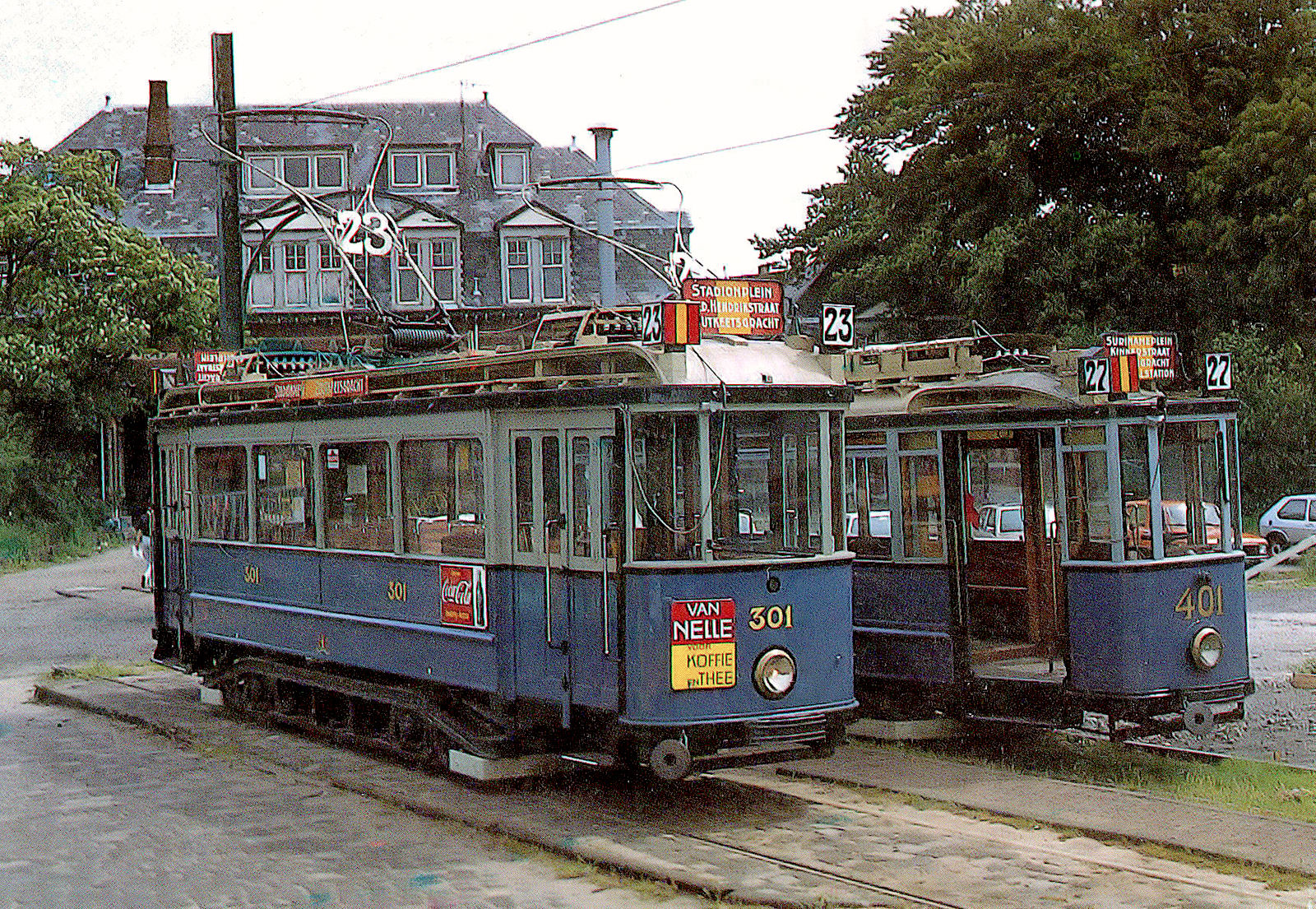
De Amsterdamse motorwagens 301 (ex-1, ex-GTU 75) en 401 op de Electrische Museumtramlijn Amsterdam bij het Haarlemmermeerstation; 3 juli 1982.

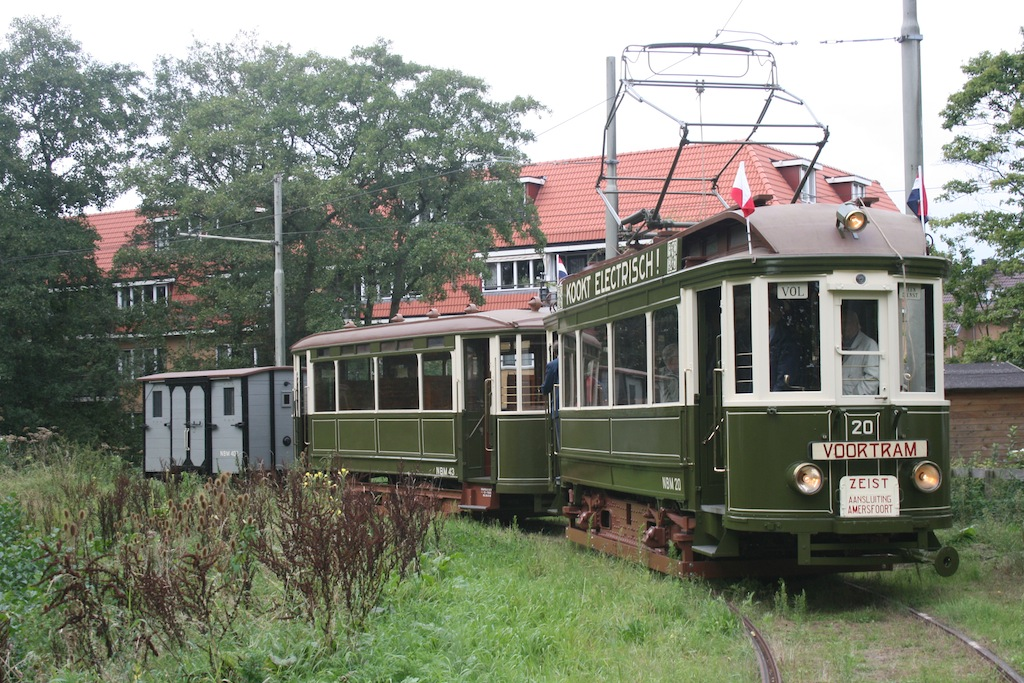
Tramstel NBM 20 + 43 + 402 op de Electrische Museumtramlijn Amsterdam te Bovenkerk; 21 september 2012.

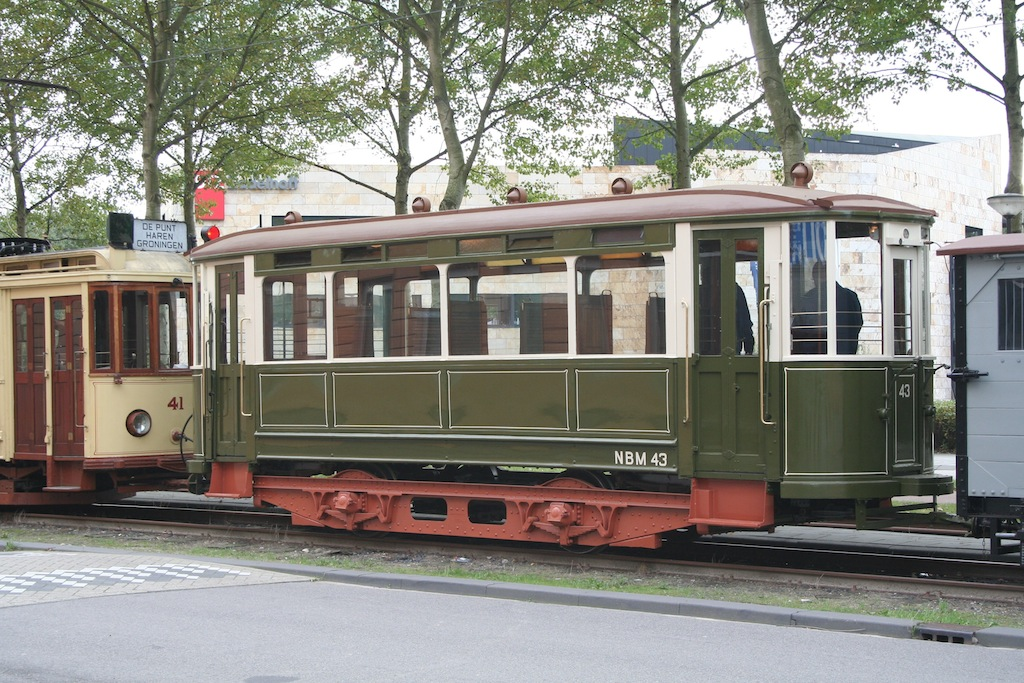
Bijwagen NBM 43 op de Electrische Museumtramlijn Amsterdam, halte Jollenpad; 29 oktober 2006.

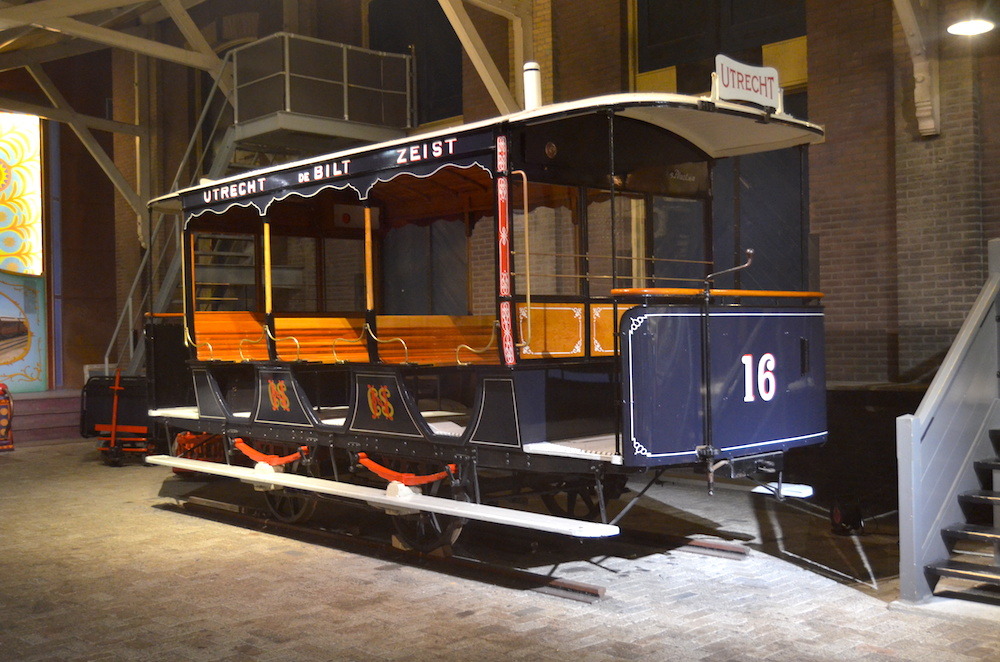
Paardentramrijtuig STM 16 in het Spoorwegmuseum te Utrecht.

Utrechtse museumtrams zijn trams die bewaard zijn gebleven als museumtram van de trambedrijven die vroeger in de provincie Utrecht hebben gereden.

## Gemeentetram Utrecht
Van de Gemeentetram Utrecht bestaat nog de in 1927 door Werkspoor gebouwde motorwagen 75, die vanaf 1939 de Amsterdamse motorwagen 1 was. Na buitendienststelling in 1961 werd deze gerestaureerd in Amsterdamse uitvoering in 1978 weer in dienst gesteld. Tot reede 2004 op de Electrische Museumtramlijn Amsterdam (EMA) en op het Amsterdamse stadsnet. De motorwagen staat sindsdien buiten dienst voor een revisie en is sinds 2023 opgeslagen te Aalsmeer.

## Nederlandsche Buurtspoorweg-Maatschappij

### Normaalspoor
Van de NBM-tramlijn Utrecht – Zeist zijn bij de EMA nog aanwezig motorwagen 20 (Allan, 1910) en bijwagen 43 (Allan, 1915), die na het beëindigen van de tramdienst in 1949 zijn verkocht aan de Kleinbahn Wesel-Rees-Emmerich in Duitsland. Na opheffing van deze lijn in 1966 keerden zij terug naar Nederland. Na jarenlange restauratie is dit sinds 2012 een rijvaardig NBM-tramstel. Zij zijn nu in bezit van de stichting Stichts Tram Museum (STM) die voorts nog een replica bouwt van de NBM 12 (HAWA, 1919) uit een Haagse tram (nr. 256) van hetzelfde fabricaat en type.
Voorts zijn van deze tramlijn nog drie (ex-)paardentrams bewaard gebleven, die na de opheffing van de tramlijn terechtkwamen in de collectie van het Nederlands Spoorwegmuseum (NSM) te Utrecht. Dit betreft de STM 16 (Beijnes, 1891), NBM 23 (De Groot, 1902) en NBM 28 (Ateliers Métallurgiques, 1902). De laatstgenoemde twee werden in september 2007 overgedragen aan de Tramweg-Stichting en opgeslagen in Overloon; open bijwagen 28 werd in 2017 gedoneerd aan de tramlijn van het Nederlands Openluchtmuseum, maar keerde in 2019 weer terug. Sinds 2024 zijn beide trams opgeslagen te Aalsmeer.

### Smalspoor
Nadat deze vanaf 1949 vele jaren dienst heeft gedaan als woning in Beusichem, staat de wagenbak van het in 1910 gebouwde Allan-rijtuig 34 van de tramlijn Amersfoort – Zeist – Rhenen – Arnhem sinds 2003 bij de Museumstoomtram Hoorn-Medemblik in afwachting op restauratie.
Van de NBM-smalspoortramlijn bestaat ook nog de in 1899 door Werkspoor gebouwde postbagagewagen OSM 1. Deze deed na 1949 vele jaren dienst als duiventil op een landgoed te Moergestel en kwam via diverse omzwervingen terecht in de collectie van het Nationaal Smalspoormuseum te Valkenburg (ZH). De wagen is in 1997 gerestaureerd.

## Sneltram Utrecht
In 2020 verwierf de Tramweg-Stichting een tramstel van de Sneltram Utrecht. Uit de serie Zwitserse trams uit 1983, die in 2020 werd afgevoerd, bleef de 5017 bewaard. De TS brengt het tramstel onder bij het Nederlands Transport Museum te Nieuw-Vennep.